# Doka Madureira
Francisco Silva da Lima noto come Doka Madureira (Sena Madureira, 11 febbraio 1984) è un ex calciatore brasiliano, di ruolo centrocampista.

## Palmarès

### Club

#### Competizioni nazionali
- Campionato bulgaro: 2

Liteks Loveč: 2009-2010, 2010-2011
- Coppa di Bulgaria: 1

Liteks Loveč: 2008-2009
- Supercoppa di Bulgaria: 1

Liteks Loveč: 2010
- TFF 1. Lig: 1

İstanbul Başakşehir: 2013-2014

#### Competizioni statali
- Campionato Acriano: 3

Rio Branco: 2003, 2004, 2005